# Hedda Hopper
Hedda Hopper (Hollidaysburg, Pennsylvania, 2. svibnja 1885. - Los Angeles, Kalifornija, 1. veljače 1966.) bila je američka glumica i novinarka, najpoznatija po trač kolumni koju je pisala za Los Angeles Times iz 1938. godine, što ju je učinilo jednom od najutjecajnijih, ali i najomraženijih figura u Hollywoodu u to vrijeme. Kao desničarka i gorljiva zagovornica Republikanske stranke, krajem 1940-ih i početkom 1950-ih, tijekom makartističkih progona, istaknula se prokazivanjem komunista i ljevičara među holivudskim glumcima i filmašima, koji su potom završili na crnoj listi.
Hedda Hopper rođena je kao Elda Farry u Hollidaysburgu u Pennsylvaniji, kao kći Margaret (rođene Miller; 1856.–1941.) i Davida Farryja, mesara. Oboje su bili članovi Njemačkog baptističkog bratstva. Njezina obitelj bila je nizozemskog (njemačkog) podrijetla. Obitelj se preselila u Altoonu, kada je Elda imala tri godine.
Hedda Hopper bila je jedna od pokretačkih snaga iza stvaranja hollywoodske crne liste, koristeći svojih 35 milijuna čitatelja da uništi karijere onih u industriji zabave za koje je sumnjala da su komunisti, da podržavaju komuniste, da su homoseksualci ili da vode razuzdan život. Bila je vodeća članica društva „Motion Picture Alliance for the Preservation of American Ideals”, utemeljenog 1944. i posvećenog iskorijenjivanju osumnjičenih komunista u Hollywoodu. Smatrala se čuvaricom moralnih standarda u Hollywoodu i hvalila se da samo treba uprijeti prstom u producenta i odmah će prekinuti preljub.
Glumila je u jako mnogo američkih filmova i televizijskih serija od 1916. do 1966. godine.

## Vanjske poveznice
- Hedda Hopper u internetskoj bazi filmova IMDb-u (engl.)